# Abbaye de Münchsteinach
L’abbaye Saint-Nicolas de Münchsteinach est une ancienne abbaye bénédictine à Münchsteinach, dans le Land de Bavière et le diocèse de Wurtzbourg.

## Histoire
L'abbaye, dédiée à Nicolas de Myre, est fondée par les seigneurs de Steinach vers 1140 (selon des informations antérieures, voire en 1102 ou 1133). Elle participe au défrichage de la région, comme en témoignent les villages d'Abtsgreuth, Mönchsberg et Höfen.
Le bailliage du monastère revient grâce le roi Conradin aux burgraves de Nuremberg et plus tard aux margraves de Brandebourg en 1265 au plus tard. L'abbaye de Münchsteinach a également le patronage d'églises, le droit de présenter le prêtre, dans la commune voisine de Gutenstetten ; l'abbé Wilhelm de Münchsteinach fait construire une nouvelle église à Gutenstetten, achevée en 1493.
Pendant la guerre des paysans allemands en 1525, l'église et l'abbaye sont partiellement détruites, principalement par des insurgés opérant depuis Gutenstetten, et l'abbé Christoph von Hirschaid est capturé. La Monica, la plus grande cloche de l'abbaye désertée, qui fut coulée pour le compte de l'abbé Wilhelm (1452-1495), membre de la maison d'Abenberg (de), qui organisa également la rénovation de tous les bâtiments du monastère, est apportée à l'église de la ville de Neustadt an der Aisch en 1527 par le margrave Casimir de Brandebourg-Culmbach. L'abbaye, dont la reconstruction devait initialement être effectuée par les habitants de Gutenstetten, est dissoute en 1529 au cours de la Réforme et en 1540 un bureau du monastère est créé pour l'administration. L'église abbatiale devient une église paroissiale luthérienne en 1530.
Münchsteinach devient un Klosteramt, que Neustadt an der Aisch soutient en versant le premier salaire à Wenger, le médecin de la ville qui y travaille vers 1553. L'église de Gutenstetten est de nouveau officiellement reconnue comme ayant une part dans la propriété confisquée de l'abbaye de Münchsteinach. Le Klosteramt existait en 1792. L'église abbatiale est restaurée dans son état d'origine par d'importantes rénovations entre 1965 et 1970. Les couleurs originales de l'époque de la construction vers 1180 sont découvertes sur les piliers.